# Eva Illouz
Eva Illouz (arabiska: إيفا اللوز ; hebreiska: אווה אילוז), född den 30 april 1961 i Fès, Marocko, är en professor i sociologi vid Hebreiska universitetet (HUJI) i Jerusalem och École des hautes études en sciences sociales (EHESS) i Paris. Illouz är även den första kvinnliga ordföranden för Bezalel Academy of Art and Design i Jerusalem.

## Biografi

### Bakgrund
Illouz föddes 1961 i Fès i Marocko och flyttade till Frankrike när hon var 10 år gammal. Hon har en kandidatexamen i sociologi, kommunikation och litteratur från Paris, liksom en masterexamen i litteratur från samma stad och en masterexamen i kommunikation från Israel. Illouz disputerade i kommunikation vid University of Pennsylvania 1991.

### Akademisk karriär
Illouz har varit gästprofessor vid Northwestern University, Princeton University och École des hautes études en sciences sociales (EHESS). Hon var en av grundarna av Hebreiska universitetets program i kulturvetenskap. Mellan 2012 och 2015 hade Illouz, som den första kvinnan någonsin, uppdraget som ordförande för Bezalel Academy of Art and Design i Jerusalem.
Sedan 2006 är Illouz en del av The Federmann Center for the Study of Rationality. Illouz innehar sedan 2006 även Rose Isaac Chair-professuren i sociologi vid Hebreiska universitetet i Jerusalem, samt en professur i sociologi vid EHESS i Paris.

### Forskning och översättningar
Den forskning som Illouz bedriver uppehåller sig i gränslandet mellan känslornas, kulturens och kapitalismens sociologi, där hon särskilt har skrivit om kapitalismens påverkan på vår sexualitet och våra känslor. 2022 kom What Is Sexual Capital (på svenska som Vad är sexuellt kapital?), där hon och Dana Kaplan vidareutvecklar Catherine Hakims teori om det erotiska kapitalet.
Hon har även uppmärksammats för Die neue Liebesordnung (2013; senare översatt till engelska som Hard Core Romance), en undersökning av Femtio nyanser-böckerna och deras dragningskraft på kvinnliga läsare. Hon ser förklaringen i en kombination av romantisk fantasy och självhjälpslitteratur.
Illouz böcker har översatts till åtminstone 23 olika språk. På svenska finns sedan utöver ovanstående Därför gör kärlek ont (2016), Israel – sociologiska essäer (2016), Därför tar kärleken slut (2020) och Känslor och populism (2024).

### Böcker
Nedan listas originalutgåvor. De är på engelska om ej annat nämns; då kompletteras de med engelska förstautgåvor med indrag. Dessutom listas svenska översättningar med indrag.
- 1997 – Consuming the Romantic Utopia: Love and the Cultural Contradictions of Capitalism. ISBN 978-84-96859-53-1
- 2002 – The Culture of Capitalism (på hebreiska). Israel University Broadcast (110 sidor)
- 2003 – Oprah Winfrey and the Glamour of Misery: An Essay on Popular Culture. ISBN 0231118120
- 2007 – Cold Intimacies: The Making of Emotional Capitalism. Polity Press. London.
- 2008 – Saving the Modern Soul: Therapy, Emotions, and the Culture of Self-Help, The University of California Press. ISBN 9780520253735
- 2011 – Warum Liebe weh tut. Suhrkamp Verlag, Berlin. ISBN 9783518296578 (tyska)
  - 2012 – Why Love Hurts: A Sociological Explanation Polity. ISBN 9780745661520
  - 2016 –  Därför gör kärlek ont: en sociologisk förklaring. Göteborg: Daidalos. ISBN 9789171734778 (svenska)
- 2013 – Die neue Liebesordnung: Frauen, Männer und 'Shades of Grey', Suhrkamp Verlag, Berlin. (tyska)
  - 2014 – Hard Core Romance: Fifty Shades of Grey, Best Sellers and Society, University of Chicago Press. ISBN 9780226153698
- 2015 – Israel – Sociological Essays, Suhrkamp Verlag, Berlin. ISBN 9783518126837
  - 2016 –  Israel: sociologiska essäer. Göteborg: Daidalos. ISBN 9789171734730 (svenska)
- 2018 – Wa(h)re Gefühle – Authentizität im Konsumkapitalismus, Suhrkamp Verlag, Berlin. ISBN 9783518298084 (tyska)
  - 2018 – Emotions as Commodities: How Commodities Became Authentic. ISBN 978-1138628236
- 2018 – Warum Liebe endet – Eine Soziologie negativer Beziehungen, Suhrkamp Verlag, Berlin. ISBN 9783518587232 (tyska)
  - 2018: Unloving: A Sociology of Negative Relations. Oxford University Press
  - 2020 –  Därför tar kärleken slut: de negativa relationernas sociologi. Göteborg: Daidalos. 2020. ISBN 9789171735973 (svenska)
- 2018 – Happycratie: Comment l’Industrie du Bonheur contrôle notre vie Premier Parallèle Editeur, Paris. ISBN 9791094841761 (franska)
  - 2018 – Happycracy: How the Industry of Happiness controls our lives. Polity Press
- 2022 – Kaplan, Dana; Illouz Eva (på engelska). What is sexual capital?. Cambridge: Polity Press. ISBN 1509552316
  - 2022 – Kaplan, Dana; Illouz Eva, Hums Svenja. Vad är sexuellt kapital?. Göteborg: Daidalos. ISBN 9789171736550 (svenska)
- 2023 – The Emotional Life of Populism: How Fear, Disgust, Resentment, and Love Undermine Democracy. Polity Press.[10]
  - 2024 –  Känslor och populism: hur rädsla, äckel, förbittring och kärlek undergräver demokratin. Göteborg: Daidalos. ISBN 9789171736932 (svenska)

### Artiklar (i urval)
- 2011 – "Who needs democracy anyway?", Haaretz.
- 2011 – "Neutrality is political", Haaretz.
- 2011 – "A collapse of trust", Haaretz.